# Namus
Nāmūs é a palavra árabe (oriunda do grego "νόμος", "nomos") para um conceito de categoria ética, uma virtude de grande importância no patriarcado do Oriente Médio. Traduzido literalmente como "virtude", passou a ser mais usado como um contexto específico de gênero nas relações interfamiliares, descrito através da honra, da atenção, do respeito e/ou respeitabilidade e da modéstia.

## Etimologia
A palavra árabe "nāmūs" (ناموس) significa, entre outras coisas, "lei", "costume" ou "honra". O termo do grego antigo "nómos" (νόμος) significa "lei", "costume".

## Contexto
Para um homem e para sua família, namus pode por um lado, significar a integridade sexual das mulheres de sua família imediata, e em particular sua castidade. Por outro lado, o homem tem a obrigação de garantir à sua família as condições para garantir e defender o  namus de sua casa, das mulheres em particular, contra as ameaças (físicas e verbais) a membros de sua família estendia (?) do mundo externo.
O namus de um homem é determinado pelo namus de todas as mulheres de sua família (i.e., mãe, esposa(s), irmã(s), filha(s)). Em algumas sociedades, tais como entre os pashtuns do Afeganistão, o namus vai além da família e se estende à plarina,  a unidade da tribo que tem um ancestral comum.
Para uma mulher solteira, a importância máxima é dada à virgindade antes do casamento. Algumas culturas exigem uma "prova de virgindade" (geralmente na forma de manchas de sangue nos roupa de cama) a serem orgulhosamente exibidos após a noite de núpcias. O professor de sociologia turco Dilek Cindoğlu escreve: "a virgindade da mulher não é uma questão individual, mas um fenômeno social". Além disso, no Oriente Médio, para uma mulher, o namus está calcado em obediência, fidelidade, modéstia (no comportamento e nas vestimentas), na "adequação".

### Violações donamus
O namus de um homem é violado se, por exemplo, uma menina nasceu em vez de um menino, ou se uma filha adulta não se veste "apropriadamente", ou se ele tolera uma ofensa sem reagir. Entre os pashtuns uma invasão ao pedaço de terra de um homem também significa uma violação de seu namus.

### Restauração donamus
De acordo com os que aderem ao conceito, espera-se que o homem controle as mulheres em sua família. Se ele perder o controle delas  - de sua(s) esposa(s), de sua(s) irmã(s), de sua(s) filha(s), seu namus é perdido aos olhos da comunidade e ele deve limpar a sua própria honra, assim como a de sua família. Isto é frequentemente feito através do aborto, do homicídio ou do suicídio forçado.
No Ocidente, tais casos tornam-se especialmente visíveis em grupos de imigrantes quando uma mulher encara o conflito entre a escolha pela cultura da nova sociedade, que a está abrigando, e pelas tradições de sua sociedade de origem.
Em casos de estupro, a mulher não é vista como vítima. Pelo contrário, considera-se que o namus de toda a família foi violado, e para a sua restauração, a mulher em si pode ser punida com a prática de um crime de honra contra ela (num valor estimado de 5 000 vítimas anuais). A mulher estuprada também pode  ser levada ao  suicídio forçado. No Paquistão, os ataques com ácido, que desfiguram o rosto da vítima, são vistos como alternativa ao homicídio. Em sociedades como a bangladeshi e a turca, a violação do namus podem resultar na morte do homem envolvido com a mulher da família cujo namus foi atingido. Enquanto isso, em casos do namus perdido pelo nascimento de uma menina na família, as soluções encontradas são o infanticídio ou o aborto seletivo.

## Namuspelo mundo
Actualmente, os crimes de "honra" predominam principalmente entre as populações muçulmanas. A Comissão de Direitos Humanos das Nações Unidas reuniu relatórios de vários países, e, considerando somente os que enviaram relatórios, constatou que os crimes de "honra" ocorrem no Bangladesh,  no Reino Unido, no Brasil, no Equador, no Egito, na Índia, em Israel, na Itália, na Jordânia, no Paquistão, no Marrocos, na Suécia, na Turquia,  e Uganda.  A prática foi aceite aquando do governo fundamentalista dos Taliban no Afeganistão, e foi reportada no Iraque e no Irão.  
O  namus ainda é uma força cultura ativa nas sociedades mais rurais, que costumam ser mais conservadoras no que diz respeito aos costumes. 
Em 2000, Jaswinder Kaur Sidhu (apelidada "Jassi"), uma canadense com origem no Punjabe, que se casou com Sukhwinder Singh Sidhu (apelidado "Mithu") contra os desejos da família dela, foi brutalmente assassinada na Índia a mando da mãe e do tio dela no Canadá, de modo a "restaurar a honra da família". O corpo dela foi encontrado num canal de irrigação. Mithu foi sequestrado, agredido e deixado para morrer, mas sobreviveu.
Em Maio de 1994, Kifaya Husayn, uma jovem jordaniana de 16 anos, foi amarrada a uma cadeira por um seu irmão de 32 anos. Este deu-lhe um copo de água e disse-lhe para recitar uma oração islâmica, e em seguida cortou-lhe a garganta. Depois, ele correu para a rua, acenando com a faca ensanguentada e gritando: "matei minha irmã para limpar minha honra". O crime de Kifaya tinha sido ser violada por outro irmão seu, um homem de 21 anos. Os seus próprios tios convenceram seu irmão mais velho de que Kifaya era uma desgraça  para a honra da família para ser autorizada a viver .
Em 2002 a atenção internacional voltou-se para o homicídio de Fadime Şahindal, da minoria curda da Suécia, que violou o namus ao processar judicialmente seu pai e seu irmão por ameaças feitas contra ela ao rejeitar o casamento arranjado feito para ela.
Em 2005, Faten Habash, então com 22 anos, uma cristã da Cisjordânia, foi tida como desonrando a família após se apaixonar por um jovem muçulmano. Depois da tentativa frustrada de fugir para a Jordânia, ela sofreu a ira de seus parentes após rejeitar as opções de se casar com um primo ou tornar-se freira em Roma. Ela passou um tempo no hospital, recuperando-se de uma fratura na pélvis e de vários outros ferimentos causados por uma agressão anterior do pai e de outros membros da família. Ainda amedrontada com a família após a saída do hospital, ela aproximou-se de uma poderosa família beduína, que a pôs sob sua proteção. O pai dela então chorou e deu sua palavra de que não faria mal a Faten. Ela retornou com ele, apenas para ser morta alguns dias depois, com uma barra de ferro.
Em 2007, Du'a Khalil Aswad, de 17 anos, praticante da fé yazidi, foi apedrejada até a morte no Iraque por ter mantido um relacionamento com um jovem muçulmano sunita. Um vídeo do incidente brutal foi lançado na internet. De acordo com a multidão, ela "envergonhou a si mesma e à sua família" por não ter voltado para casa uma noite e surgiram suspeitas da conversão dela ao Islã para se casar com o namorado, que se escondeu para garantir sua própria segurança.

### Jordânia
Sharaf (termo beduíno) é a honra da família, tribo ou pessoa, que pode aumentar se o caminho do comportamento moral é seguido ou diminuir se deixado de lado.  'ird  é a honra que se refere apenas às mulheres de uma família; esta pode apenas dimunuir. Sharaf é ultrapassado pelo  'ird. Para recuperar sharaf,  'ird  deve ser limpo.

Tarrad Fayiz, um líder tribal jordaniano, explica: "uma mulher é como uma oliveira. Quando seus galhos ficam carcomidos, deve ser cortada para que aquela sociedade permaneça limpa e pura."
 O homicídio, o casamento com a pessoa que violou a honra da mulher ou o casamento com outro homem, podem restaurar o  'ird.

### Apoio e oposição
Alguns grupos islâmicos jordanianos dizem que a punição das esposas adúlteras deve ser deixada a cargo do Estado, enquanto outros dizem que o Islã defende que os parentes do sexo masculino devem levar a punição adiante. Yotam Feldner escreve: "se os crimes de honra estão originados no tribalismo árabe pré-islâmico, ele incorporou-se há muito na sociedade islâmica e assim tornou-se comum em todo o mundo islâmico". Entretanto, "Izzat Muhaysin, um psiquiatra do Programa de Saúde Mental de Gaza, [...] diz que a cultura da sociedade sente aquele que se abstém de 'lavar a honra com sangue' como 'um covarde indigno de viver."
Centenas, se não milhares, de mulheres são assassinadas por suas famílias a cada ano em nome da "honra" da família.

## Críticas e reações aos crimes de honra
Em várias sociedades que têm ou tiveram crimes de "honra" forças sociais contrárias à prática também estão em ação, tanto da parte dos movimentos de direitos humanos, quanto de movimentos feministas. Cinquenta anos após a morte de Fadime Şahindal, Abdullah Goran (1904–1962), um poeta curdo, condenou os crimes de honra em seu poema "Berde-nûsêk" ("um túmulo").

## Tecnologia
Mesmo a associação à prática de testes de virgindade em casos de alegada má-conduta sexual nem sempre protege as mulheres do feminicídio, uma vez que as fofocas e os rumores podem ter precedência sobre as evidências forenses, especialmente desde que as cirurgias de himenoplastia se difundiram (para mulheres com recursos). Na França e na Alemanha, onde há muitos muçulmanos, as mulheres podem recorrer a esse tipo de cirurgia.